# Бисинген ан дер Тек
Бисинген ан дер Тек (њем. Bissingen an der Teck) општина је у њемачкој савезној држави Баден-Виртемберг. Једно је од 44 општинска средишта округа Еслинген. Према процјени из 2010. у општини је живјело 3.590 становника. Посједује регионалну шифру (AGS) 8116012.

## Географски и демографски подаци
Бисинген ан дер Тек се налази у савезној држави Баден-Виртемберг у округу Еслинген. Општина се налази на надморској висини од 415 метара. Површина општине износи 17,1 km².

## Становништво
У самом мјесту је, према процјени из 2010. године, живјело 3.590 становника. Просјечна густина становништва износи 210 становника/km².